# Castell de Blarney
El Castell de Blarney (en irlandès: Caislean na Blarnan i en anglès Blarney Castle) és una fortalesa medieval situada en la localitat de Blarney, a la vora de Cork (Irlanda), a la ribera del riu Martin.
El castell va ser fundat a començaments del segle xiii, destruït el 1446 i posteriorment reconstruït per Cormac MacCarthy de Muskerry, de la dinastia menor dels reis de Desmond.
Està parcialment destruït quedant la torre de l'homenatge i algunes cambres. A la part superior es troba la «Pedra de l'Eloqüència» o pedra de Blarney. Els visitants han de besar la pedra per la part de sota estant suspès al buit, i obtindran el do de l'eloqüència.
Envoltant el castell es troben els jardins que contenen diferents punts interessants com a Druid's Circle, Witch's Cave i les Wishing Steps. Als voltants es troba la Blarney House, una mansió reformada el 1874 en estil senyorial escocès residència de la família Colthurst.

## Galeria

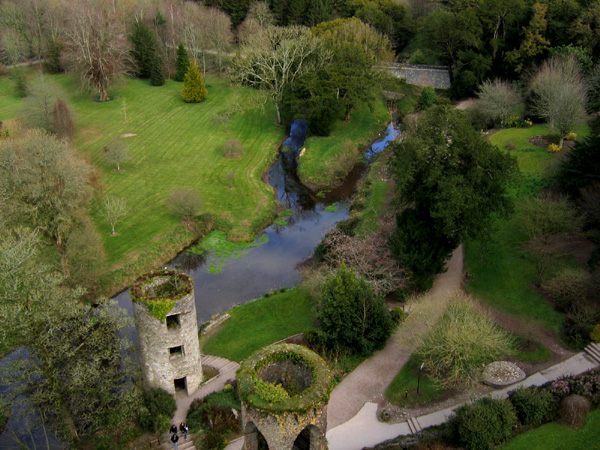
Vista del castell i els jardins
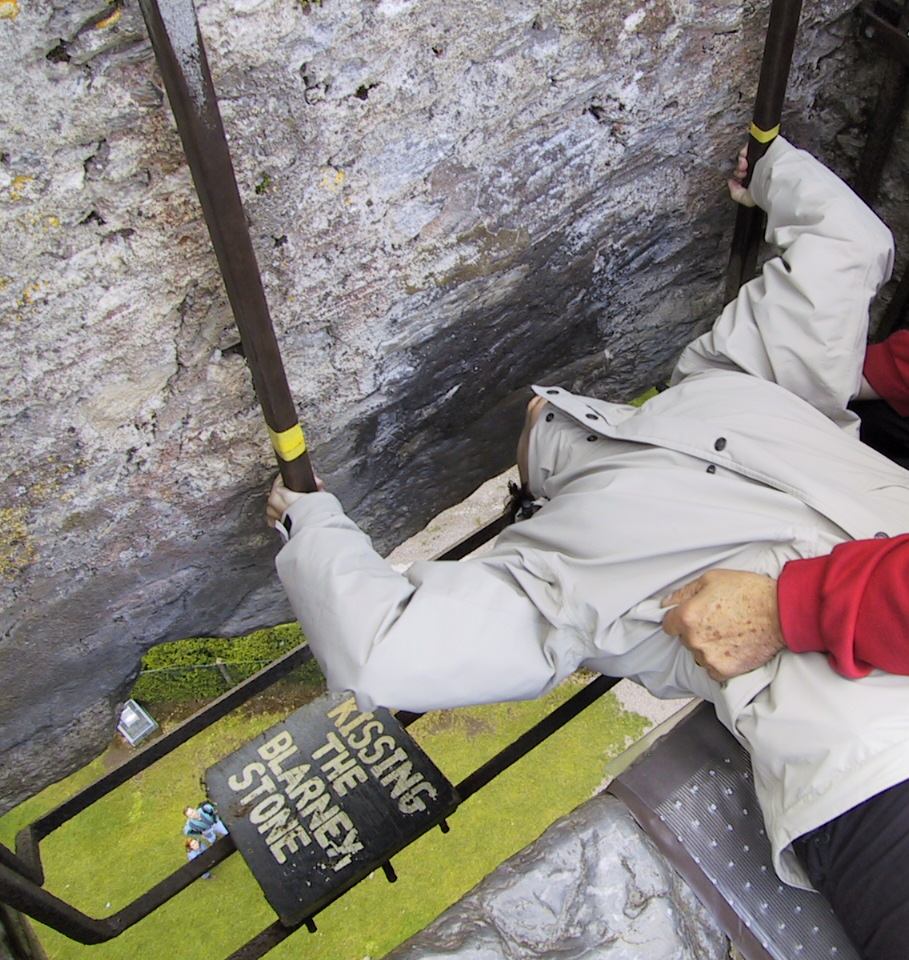
Besant la Blarney Stone
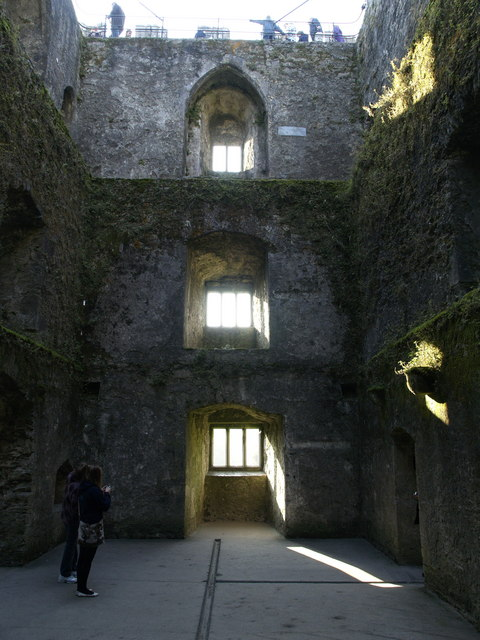
Entrada al castell
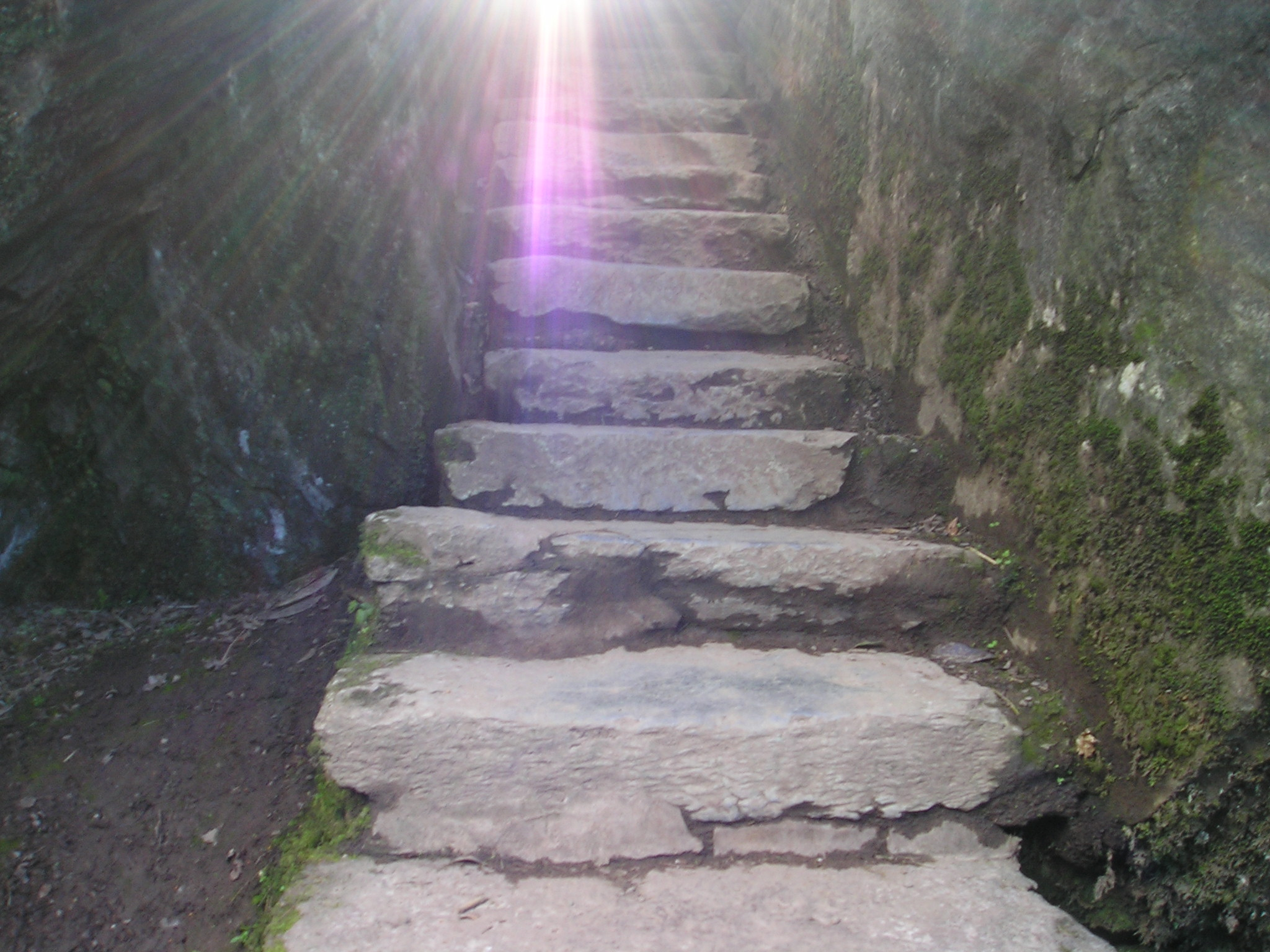
Las Wishing Steps als jardins del castell
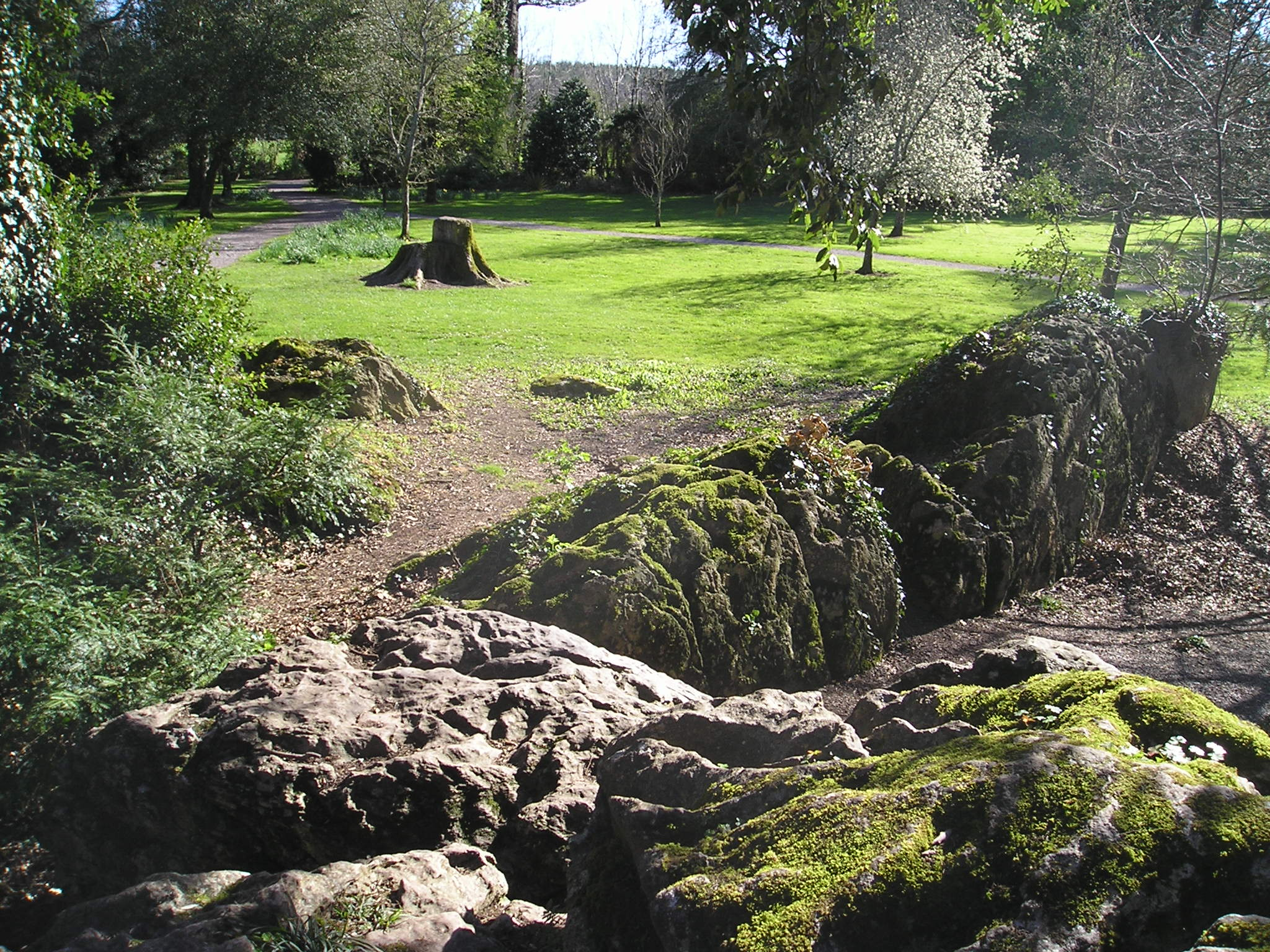
L'altar dels sacrificis
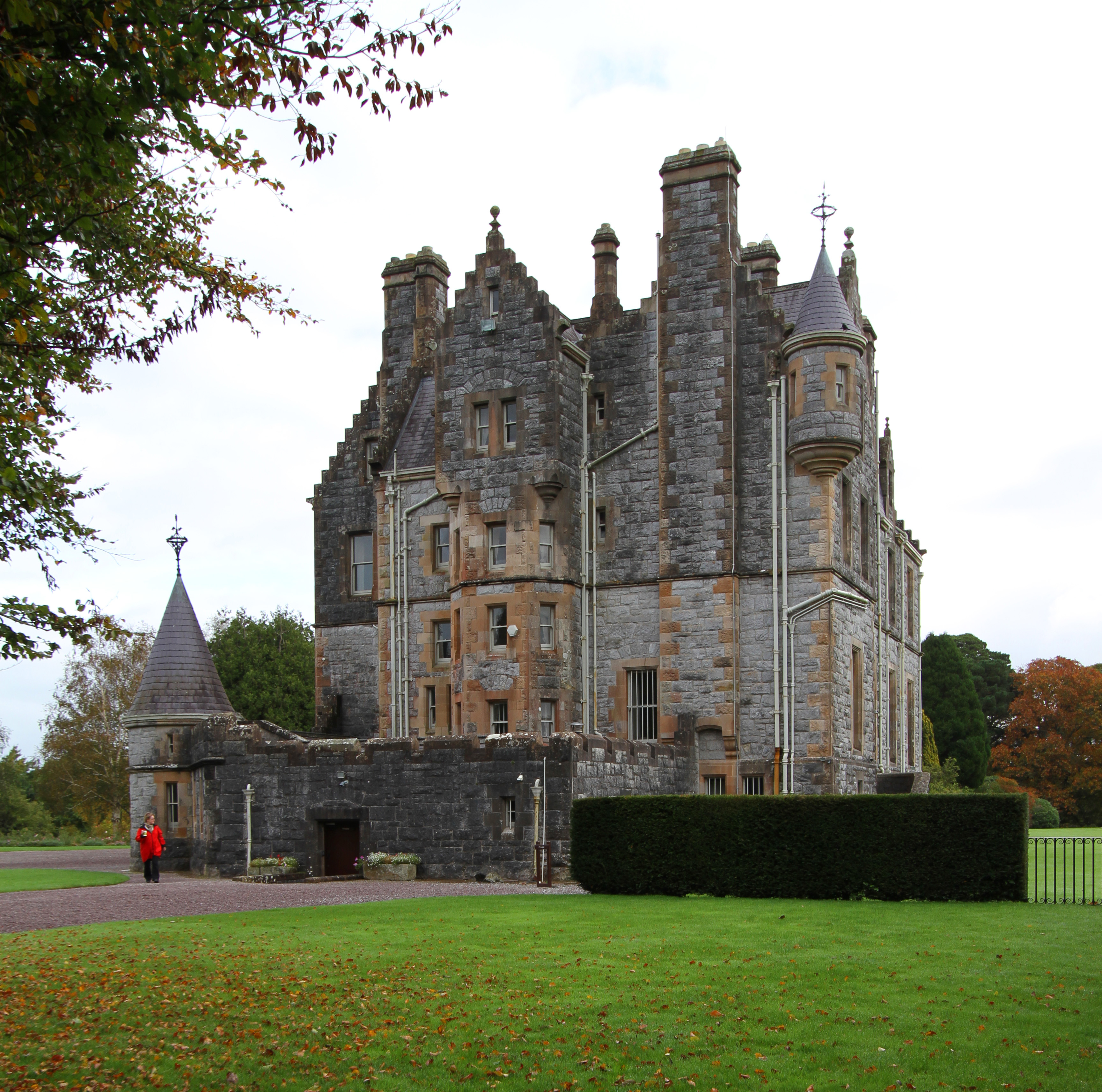
Blarney House